# Glaucina nephos
Glaucina nephos là một loài bướm đêm trong họ Geometridae.